# IRTM
IRTM was de eerste commerciële en lokale televisieomroep voor de Nederlandse provincies Groningen en Drenthe en is gevestigd in Emmen.

## Geschiedenis
De zender startte het video-on-demand-aanbod in 2009 via internet. Er werden onder meer regionaal nieuws en programma's over sport, film, auto's en games uitgezonden. De formats FC Emmen TV en het BV Veendam Journaal werden ook op IRTM gepubliceerd. Het moederbedrijf van IRTM, de Soffitta Group uit Emmen, is verantwoordelijk en in bezit van de rechten voor de magazines van de twee Noordelijke voetbalclubs uit de Nederlandse Jupiler League. Volgens het moederbedrijf had IRTM met de tijd aangevuld kunnen worden met een regionaal business-to-business-format.
De omroep beschikte over eigen studio's en productiefaciliteiten in Emmen. Voor de regio nieuws was gepland de kijkers actief bij het programma te betrekken, omdat zij eigen opnames van gebeurtenissen uit de regio op de site konden uploaden. De bedoeling was materiaal van de kijkers door een redactie op waarheid te checken en vervolgens op IRTM.nl te plaatsen. IRTM probeerde hierdoor het principe van Web 2.0 op internettelevisie toe te passen.
De verschillende programma's werden op een vast tijdstip online geplaatst en waren vervolgens continu beschikbaar. 
In maart 2009 werd de start van regio nieuws aangekondigd. Tot oktober 2010 was het nieuwsgedeelte niet gerealiseerd. IRTM bereikte hierdoor ook niet de gewenste regionale character, die door de potentiële kijkers was gewenst. 
De meeste programma's op IRTM werden door middel van content-syndication gepubliceerd (zie ook websyndicatie). Dit betekent, dat de omroep gebruik maakte van gratis stock-footage-materiaal van internationale persbedrijven. Het aandeel van succesvolle producties uit eigen huis was relatief klein. 

## Betekenis van de naam
IRTM staat als afkorting voor internet, radio, televisie en mobiel. Hiermee wilde het moederbedrijf de nadruk op de moderne uitzend mogelijkheden leggen. De bedoeling was dat kijkers de uitzendingen niet alleen via computers maar ook via een mobiele telefoon of spelcomputers konden kijken, die toegang tot internet toe kunnen passen. 

## Bereik en financiering
IRTM bereikte volgens eigen publicaties in de eerste week na de start op 16 maart 2009 meer dan 30.000 kijkers uit de provincies Groningen en Drenthe. Volgens Soffitta kwam een deel van de kijkers ook uit andere provincies en zelfs uit het Europese buitenland. Voor december 2009 had de omroep dagelijks rond 70.000 kijkers geprognosticeerd. Officieel bereikte IRTM minder dan 30.000 kijkers per week.

## Opheffing IRTM
Medio 2010 is de stekker uit zowel IRTM als de Soffitta Group getrokken. Door tegenvallende resultaten van adverteerders kon het bedrijf zijn hoofd niet meer boven water houden.